# Вера Ђукић
Вера Ђукић (рођ. Илић; Београд, 21. мај 1928 — Будва, 16. јун 1968) била је српска позоришна, филмска и ТВ-глумица
Супруг јој је био Радивоје Лола Ђукић, филмски и ТВ-режисер.
Први филмску улогу имала је 1947. у филму Николе Поповића Живјеће овај народ, где је глумила лик Јагоде. Играла је главне улоге у филмовима Војислава Нановића Чудотворни мач (1950) и Језеро (1950) Радивоја Лоле Ђукића.
У Позоришту на Теразијама наступала је углавном у комедијама.
Најзапаженије улоге имала је шездесетих година двадесетог века у ТВ-серијама Радивоја Лоле Ђукића Сервисна станица, Црни снег, Огледало грађанина Покорног.
Наступила је и у Ђукићевим филмовима Нема малих богова (1961), Срећа у торби (1961), На место, грађанине Покорни! и Златна праћка (1967).
Такође остварила је запажене улоге и у следећим остварењима: Доктор главом и брадом, Ћутљива жена, Музеј воштаних фигура и другим.
Преминула је од рака у 40. години живота. Син јој је Андрија Ђукић.

## Филмографија
Глумица  |  Селф  |  
| Глумица | ▲ |
| ------- | - |

Дугометражни филм  |  ТВ филм  |  ТВ серија
|                   | 1940 | 1950 | 1960 | Укупно |
| ----------------- | ---- | ---- | ---- | ------ |
| Дугометражни филм | 1    | 2    | 5    | 8      |
| ТВ филм           | 0    | 1    | 4    | 5      |
| ТВ серија         | 0    | 0    | 7    | 7      |
| Укупно            | 1    | 3    | 16   | 20     |

|           | Назив                        | Улога                  |
| --------- | ---------------------------- | ---------------------- |
| 1947      | Живјеће овај народ (филм)    | Јагода (као Вера Илић) |
| 1950-te ▲ |                              |                        |
| 1950      | Језеро                       | Мара                   |
| 1950      | Чудотворни мач               | Вида                   |
| 1960-te ▲ |                              |                        |
| 1961      | Нема малих богова            | Мара                   |
| 1961      | Срећа у торби                | Мара                   |
| 1964      | Пут око света                | Јованчина жена Перса   |
| 1964      | На место, грађанине Покорни! | Десанка Дејзи          |
| 1967      | Златна праћка                | Јулие                  |
|           | Назив                  | Улога |
| --------- | ---------------------- | ----- |
| 1959      | Туђе дете              | Раја  |
| 1960-te ▲ |                        |       |
| 1961      | Доктор главом и брадом | /     |
| 1963      | Ћутљива жена           | /     |
| 1965      | Леђа Ивана Грозног     | /     |
| 1966      | Сервисна станица       | Мара  |
| Од | До | Назив | Улога |
| -- | -- | ----- | ----- |

| 1960-te ▲ | 1960-te ▲ | 1960-te ▲ | 1960-te ▲ |
| --------- | --------- | --------- | --------- |

| Селф | ▲ |
| ---- | - |

|      | Назив                    | Улога |
| ---- | ------------------------ | ----- |
| 1966 | Лола Ђукић и Новак Новак | Лично |